# 橋西区 (張家口市)
橋西区（きょうせい-く）は中華人民共和国河北省張家口市に位置する市轄区。

## 行政区画
- 街道:新華街街道、大境門街道、明徳北街街道、明徳南街街道、堡子里街道、南営坊街道、工人新村街道
- 鎮:東窯子鎮、老鴉荘鎮、沈家屯鎮、姚家房鎮、沙嶺子鎮